# Visz
Visz là một thị trấn thuộc hạt Somogy, Hungary. Thị trấn này có diện tích 6,02 km², dân số năm 2010 là 199 người, mật độ 33 người/km².